# Букет

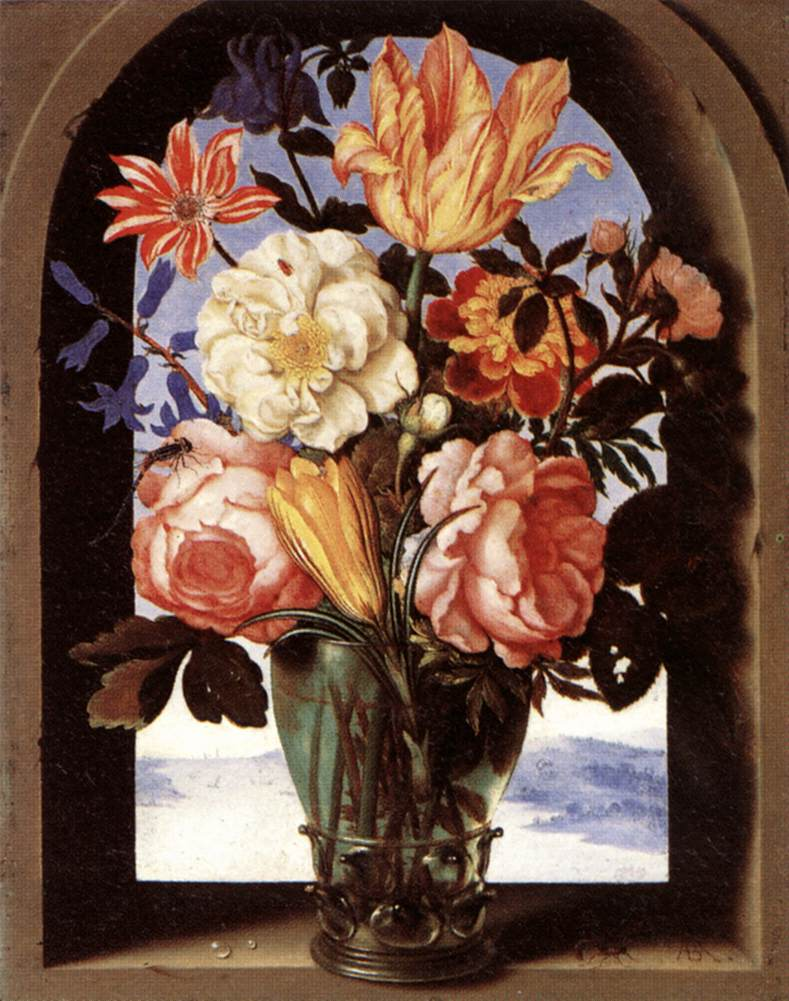
«Цветочный букет». Картина фламандского художника Амброзиуса Босхарта старшего (около 1620 года)

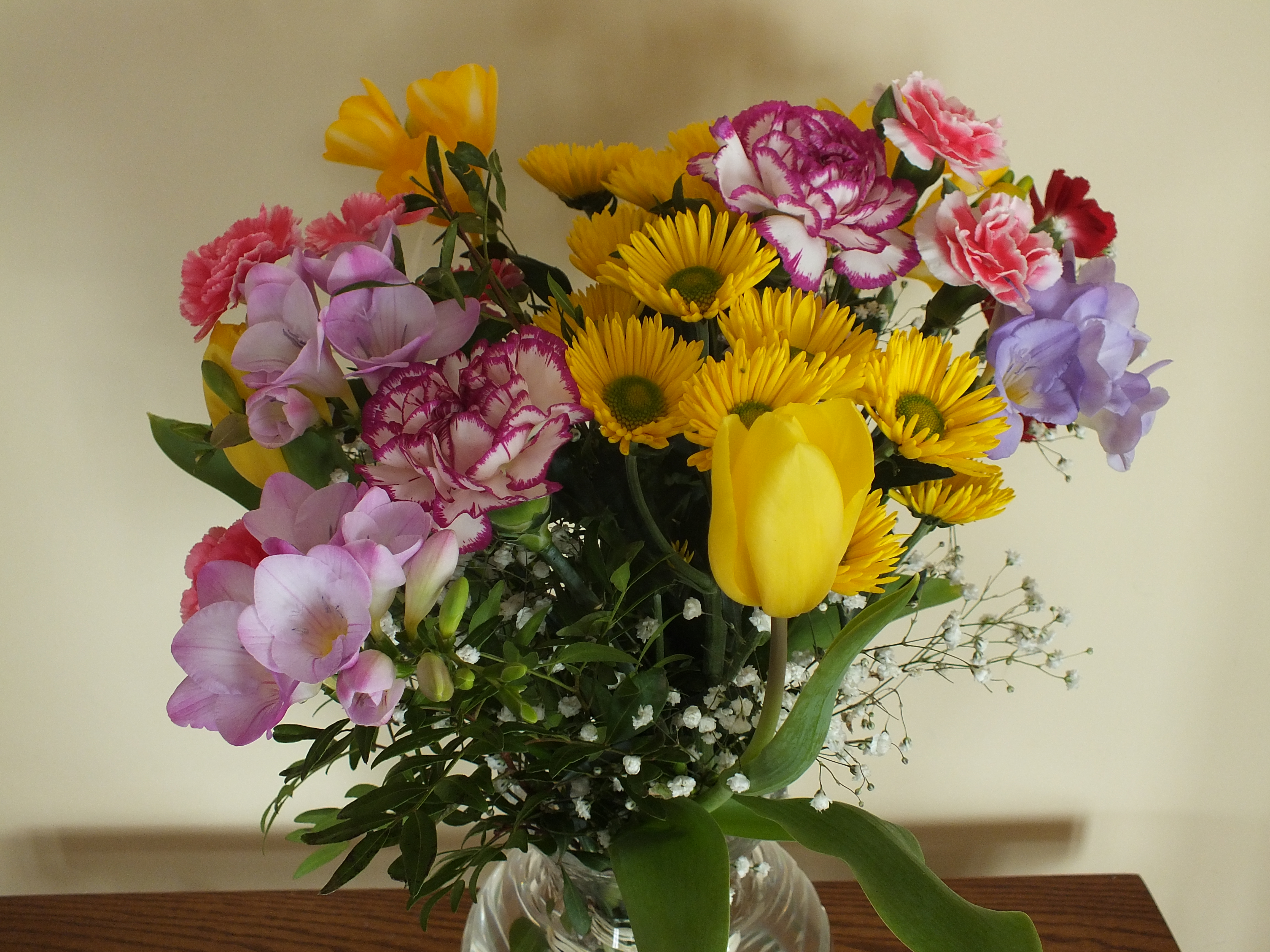
Букет из разных цветов

Букет (от фр. bouquet), также цветочный букет, — срезанные или сорванные цветущие растения, красиво подобранные вместе, обычно для подарка или для помещения их в вазу с целью украшения помещения. Иногда букеты составляют из конфет, ткани, перьев и других декоративных материалов.

## Состав букета
Художественная декоративная композиция составляется из частей растений, а также, иногда, декоративных элементов нерастительного происхождения. В большинстве случаев основой букета являются побеги, несущие распустившиеся цветки (в просторечии называемые «цветами»). В XX веке букеты стали также изготавливать из оригинальных продуктов: конфет, фруктов, овощей, игрушек; свадебные букеты иногда делают из брошей, ткани, перьев и прочих декоративных материалов. Композиция из сухих (высушенных) частей растений называется сухим, или сухоцветным букетом.
Букеты во многих культурах являются обязательными традиционными атрибутами многих мероприятий (свадеб, похорон), часто используются в качестве знаков ухаживания, признательности, уважения. Ещё одно из применений букета — декоративное украшение интерьера во время проведения важных событий.
Кроме привлекательного вида, букеты могут обладать и приятным ароматом в зависимости от растений, из которых собрана цветочная композиция.

## Количество цветов в букете
В разных странах существует множество традиций, связанных с количеством даримых цветов.
В России и странах СНГ чётное количество цветов принято приносить лишь на похороны умершим.
В США, в европейских и некоторых восточных странах считается, что чётное количество даримых цветов приносит счастье.

## Цветочный дизайн
Цветочный дизайн, флористика — это искусство использования растительных материалов и цветов для создания приятной и гармоничной композиции. Принципы цветочного дизайна: баланс, пропорции, ритм, контраст, гармония, единство.
Существует много стилей цветочного дизайна. Икебана — это японский или восточный стиль цветочного дизайна, в основу положен принцип изысканной простоты, достигаемый выявлением естественной красоты материала.
Европейский стиль подчёркивает цвет и разнообразие растительных материалов, не ограниченных только цветущими цветами. Западный дизайн исторически характеризуется симметричным, асимметричным, горизонтальным, вертикальным стилями.